# Rohu
De Rohu (Labeo rohita) is een straalvinnige vis uit de familie van eigenlijke karpers (Cyprinidae) en behoort derhalve tot de orde van karperachtigen (Cypriniformes). De vis kan een lengte bereiken van 200 cm. De hoogst geregistreerde leeftijd is 10 jaar.

## Leefomgeving
Labeo rohita komt voor in zoet en brak water. De vis prefereert een tropisch klimaat. Het verspreidingsgebied beperkt zich tot Azië. De diepteverspreiding is 0 tot 5 m onder het wateroppervlak.

## Relatie tot de mens
Labeo rohita is voor de visserij van groot commercieel belang. Vooral in Myanmar wordt veel Rohu gekweekt en geëxporteerd naar landen in het Midden-Oosten. In de hengelsport wordt er weinig op de vis gejaagd.